# Міський стадіон (Млада Болеслав)
Міський стадіон Млада-Болеслава, «Локотранс» або «Адідас Арена»(чеськ. Městský stadion Mladá Boleslav, Lokotrans Aréna, Adidas Aréna) — багатофункціональний стадіон у Млада-Болеславі, Чехія, домашня арена ФК «Млада-Болеслав».
Стадіон відкритий 1965 року. Місткість становить 5 000 глядачів. Мав комерційну назву «Адідас Арена».